# 元冠受
元冠受（6世紀？—？），河南郡洛阳县（今河南省洛阳市东）人，魏献文帝拓跋弘曾孙，元颢之子，北魏宗室。

## 生平
建义元年（528年）四月，元冠受跟随父亲元颢南奔南梁。之后元颢屯兵于河桥，尔朱荣征召贺拔胜前往。永安二年七月戊辰（529年8月8日），贺拔胜跟随都督尔朱兆从马渚以西的硖石趁夜渡过数百骑兵，袭击元颢的军队，将他们打大败，元冠受被俘虏。

## 家庭

### 兄弟
- 元娑罗，承袭为北海王，北齐接受禅让后，爵位依例降低